# Lake Hughes (Kalifornija)
Lake Hughes je naseljeno područje za statističke svrhe u američkoj saveznoj državi Kalifornija. Prema popisu stanovništva iz 2010. u njemu je živjelo 649 stanovnika.